# José Marques de Carvalho Jr.
José Marques de Carvalho Jr. também conhecido como Júnior Sql ( Rio de Janeiro, 13 de setembro de 1989) é um roteirista e diretor brasileiro. 

## Carreira
José Marques iniciou sua carreira produzindo vídeos para internet em 2005, após fundar o "Inútil", coletivo especializado em vídeos de humor físico, skate e graffiti.
Em 2008, entrou para o grupo de humor La Fênix e desde então foi acumulando milhões de visualizações em seus vídeos na plataforma YouTube. Em 2015, decidiu sair do La Fênix para se dedicar ao cinema e, após alguns meses, lançou de forma independente "Coração de Mãe", seu primeiro curta-metragem. O doc é um pequeno registro da vida de 8 moradores da ocupação Edith Stein na Lapa, RJ. É um filme emocionante, que se tornou um símbolo de resistência, sendo exibido em diversas ocupações pelo Brasil.
Em 2016, lançou seu primeiro longa-metragem chamado Observar e Absorver, que tem como protagonista o filósofo Eduardo Marinho.Em 2018, realizou o longa-metragem "Idioma Desconhecido", documentário que conta com 15 entrevistados, entre eles os músicos Marcelo Yuka e Otto, o ator e humorista Gregório Duvivier, e o escritor e quadrinista Lourenço Mutarelli. Em 2021, lançou "O Sonho do Inútil", filme que retrata a sua trajetória e de seus amigos, jovens que encontraram na arte uma forma de escapar da realidade de morar em uma área pobre e violenta da zona norte do Rio de Janeiro. O Sonho do Inútil foi premiado no Olhar de Cinema, Festival Internacional de Curitiba, ganhando menção honrosa da Associação Brasileira de Críticos de Cinema (Abraccine).

## Filmografia
- O Sonho do Inútil (2021)
- Idioma Desconhecido (2018)
- Observar e Absorver (2016)
- Coração de Mãe (2015) (curta-metragem)